# Немцы в Хорватии
Немцы Хорватии (хорв. Hrvatski Nijemci, нем. Kroatienduetsche) — официально признанное автохтонное национальное меньшинство Хорватии, которое по закону избирает своего специального представителя в хорватский парламент, как и представители одиннадцати других нацменьшинств. В государстве насчитывается более 2900 человек, считающих себя немцами, большинство из них — дунайские швабы. Хорватские немцы в большинстве своём сосредоточены в восточной Славонии в районе вокруг Осиека (нем. Esseg).

## Этнология
Эта этническая община традиционно населяла северную Хорватию и Славонию. В раннее Новое время немцы переселялись из других земель Габсбургской монархии, а на территории современной Хорватии преимущественно заселили территорию Военной границы. Дунайские швабы, поселившиеся в Западной Славонии, подверглись сильной хорватизации. Хорватская интеллигенция признала немецкое меньшинство только в 1865 году.

## История

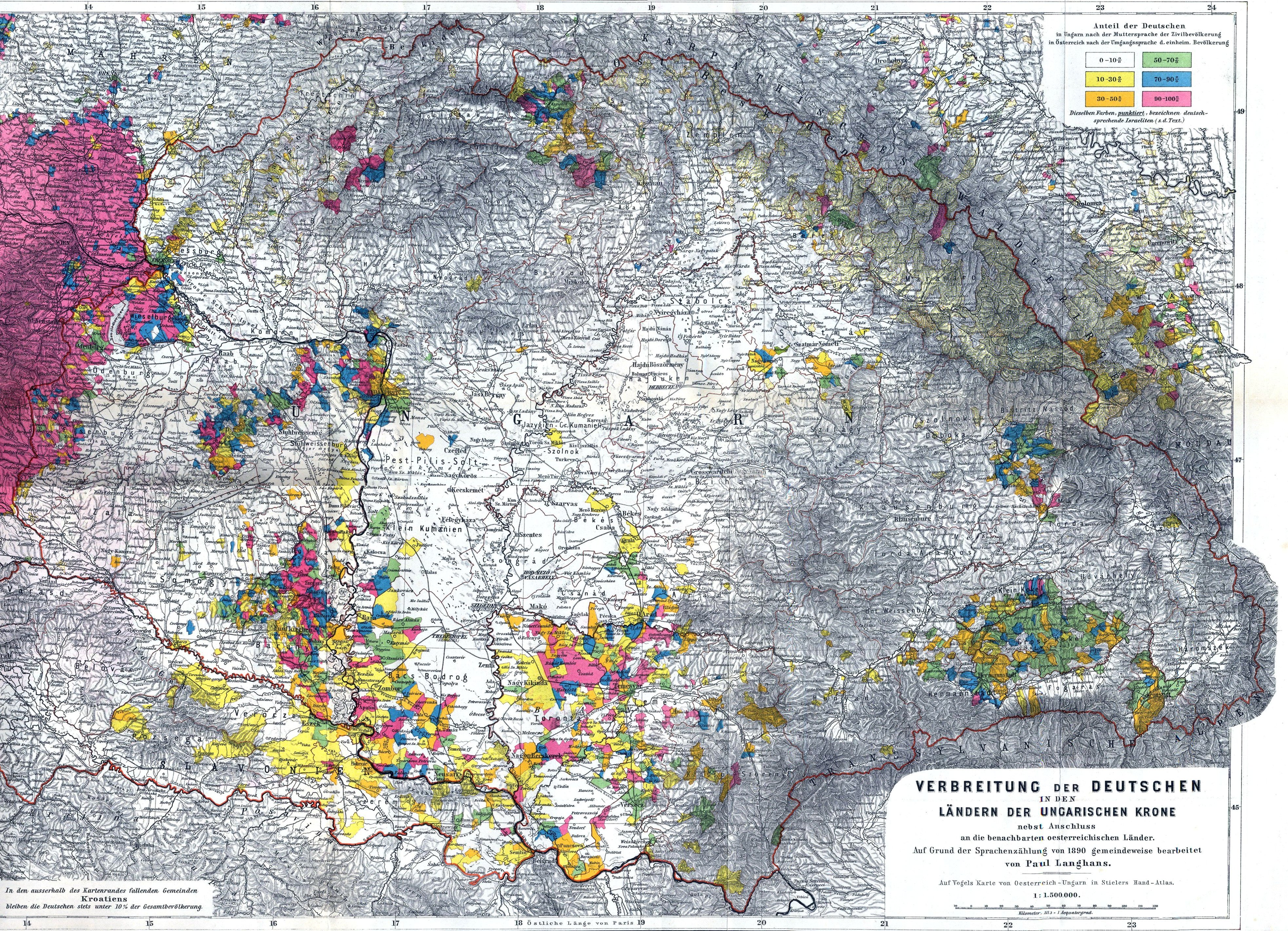
Этнические немцы в австро-венгерских землях, перепись 1890 г.

С распадом Австро-Венгерской империи и основанием Королевства сербов, хорватов и словенцев немцы Хорватии стали меньшинством. В 1920 году они создали культурную ассоциацию «Культурбунд», но 11 апреля 1924 года министр внутренних дел Светозар Прибичевич распорядился её запретить. При следующем правительстве Любомира Давидовича и Демократической партии запрет был отменён.
В 1922 году была создана Партия немцев (нем. Partei der Deutschen). Она существовала до её запрета в 1929 году в контексте диктатуры короля Александра.
По переписи 1900 года, немецкое население Хорватии достигло 85 781 человека. Австро-венгерская перепись 1910 года засвидетельствовала 134 тысячи немцев. Однако в связи с изгнанием немцев после Второй мировой войны это число резко упало. В послевоенное время 100 000 югославских немцев бежали в Австрию. Этого населения не коснулось Потсдамское соглашение, что помешало их репатриации в Германию. Союзники рассматривали их как граждан Югославии и добивались их репатриации туда. Однако Коммунистическая партия Югославии лишила югославских немцев гражданства. С тех пор их имущество было конфисковано, а большинство из них осело в Германии и Австрии. Некоторым удалось попасть обратно в Югославию и вернуться в свои дома.
В исторически преимущественно немецком городке Чеминац в 1906—1907 годах была построена приходская церковь Пресвятого Сердца Христова. В 1945 году немецкое население города было вынуждено покинуть дома. После демократических перемен в Хорватии в 1990 году бывшие жители города, проживавшие преимущественно в Германии, отремонтировали церковь. Однако 10 апреля 1992 года в ходе хорватской войны за независимость храм сожгли сербские силы. В 2001 году правительство Хорватии на разных уровнях поспособствовало его ремонту, который был проведён до 2005 года.
В 1996 году Хорватия и Германия подписали соглашение об облегчении обозначения немецких могил в Хорватии со времён двух мировых войн. В Пуле, Сплите и Загребе есть немецкие военные кладбища. В 2005 году хорватское правительство приняло комплексный закон о возвращении национализированного австрийского имущества его законным владельцам.

## Демография
Согласно переписи населения Хорватии 2011 года, в этой стране проживало 2965 немцев.
| Жупания              | Количество немцев | Процент от общего количества |
| -------------------- | ----------------- | ---------------------------- |
| Осьечко-Бараньска    | 813               | 27,4 %                       |
| Город Загреб         | 364               | 12,3 %                       |
| Приморско-Горанска   | 237               | 8,0 %                        |
| Истарска             | 226               | 7,6 %                        |
| Сплитско-Далматинска | 220               | 7,4 %                        |
| Задарска             | 176               | 5,9 %                        |
| Вуковарско-Сриемска  | 137               | 4,6 %                        |
| Загребачка           | 109               | 3,7 %                        |

## География
Основные ранее заселённые немцами поселения в Славонии:
- Дарда (Darda)
- Ягодняк (Katschfeld)
- Йосиповац-Кравици (Oberjosefsdorf-Krawitz)
- Кула (Kula-Josefsfeld)
- Осиек (Esseg)
- Сарваш (Sarwasch-Hirschfeld)
- Сатница-Джаковачка (Satnitz)
- Славонски-Брод (Brod)
- Харкановци (Kawinz)

Многие немецкие поселения находились в прилегающей области Срем (Syrmien), там даже до сих пор есть село под названием Ниемци. Основные поселения в хорватской части Срема, ранее заселённые немцами:
- Вуковар (Wukowar)
- Ново Село (Нойдорф), ныне западная часть Винковцев
- Опатовац (Sankt Lorenz)
- Ловас (Lowas)
- Ярмина (Jahrmein)
- Берак
- Томпоевци
- Товарник (Sankt Georg)
- Илача (Illatsch)
- Свиняревци
- Бапска (Babska)
- Оролик
- Бановци
- Нови Янковци (Neu-Jankowzi)
- Эрнестиново (Ernestinenhof)

Немецкие поселения в Западной Славонии:
- Храстовац (Eichendorf)
- Благородовац (Blagorodowatz)
- Филиповац
- Антуновац
- Добровац
- Малы Бастаи
- Велики Милетинац
- Джуловац (Wercke)
- Ново Звечево (Papuck)

## Культура

### Организации
Немцы и австрийцы создали Общество немцев и австрийцев Хорватии. В Осиеке есть немецкий культурный центр, а в районе города имеется небольшое количество немецких школ.
После падения коммунизма и с обретением независимости Хорватии меньшинство проводит ежегодную научную конференцию под названием «Немцы и австрийцы в хорватском культурном кругу».

## Антропология

### Фамилии
К примерам хорватизированных немецких фамилий в Хорватии относятся: Ajhner (Eichner), Bahman (Bachmann), Birer (Bührer), Ceglec (Ziegler), Cukerić (Zucker), Flajs (Fleiss), Fresel (Fressl), Goldštajn (Goldstein), Gotvald (Gottwald), Helfrich (Helfricht), Hohšteter (Hochstädter), Kunštek (Kunst), Majer, Majerić, Majerović (от Mayer/Meyer/Meier), Šmit (Schmidt), Šnidarić, Šnidaršić (Schneider), Špic (Spitz), Špicmiler (Spitzmüller), Šturmer (Stürmer), Šuflaj (Schufflei), Šuper (Schupper), Švarc (Schwarz), Tabajner (Tappeiner), Tišlarić (Tischler), Tunkel (Dunkel), Vinšer (Wünscher), Vitman (Wittman) и т. д. Среди фамилий, сохранивших свою первоначальную форму, наиболее распространены следующие: Mayer/Meyer, Schmidt, Hermann, Bauer, Wolf, Fischer, Schneider, Schwarz, Richter, Müller, Zimmermann, Wagner.